# 固倫端順長公主
固倫端顺長公主（1636年—1650年），清太宗皇太极第十一女。

## 生平
崇德元年三月二十五日未时出生，生母為懿靖大贵妃阿巴嘎博尔济吉特氏。她是和碩襄親王博穆博果尔的親姐姐。初封為固伦公主。順治四年 (1647年) 十二月，指配阿巴海部博尔济吉特氏噶爾瑪索諾木为额驸，是月下嫁。順治七年 (1650年) 七月，年僅十五歲的固倫公主去世。額駙續娶禮烈親王代善之女為妻，惟於顺治十三年六月十九日才加謚「尚噶儿马索诺木额驸之公主」為固倫端顺長公主。官书及谱牒均記載额驸噶尔玛琐诺木於順治末年逝世，並非康熙三年。
京师德胜门外的端顺长公主墓地大約占地一顷，位置居中的为坐北朝南且占地八亩的公主坟院。公主坟院有三座门和东小门作为门户，坟院环以砖墙，院内有面阔和进深均为三间的享殿，享殿内有汉白玉石龛一座供奉著端順長公主的牌位，享殿内有隧道可通往地宫，地宫内原有青花瓷骨灰罐。公主坟院的西侧为占地约二亩的额驸子孙，如公主与额驸所生之子斋桑的墓地。公主坟院的东侧另有一占地约一亩的坟院。